# Летище Видин
Летище Видин, или Летище Иново, е закрито гражданско летище, разположено в землището на с. Иново, община Видин.
Обслужва град Видин и района около него. Международните му авиационни кодове са: VID (в IATA), LBVD (в ICAO) и 411 (world area code).

## Описание
Районът на летището опира до югозападния край на Иново, отстои на 3 километра северозападно от Видин и европейски път Е-79. Заема територия с площ от 153 841 квадратни метра. Той включва:
- писта за излитане и кацане (с 2 обръщала) – с бетоново покритие (в добро състояние), дължина 2080 м, ширина 38 м, пистов район от общо 101 134 кв. м;
- 5 сгради (в лошо състояние) – аерогара (463 кв. м), сграда за техническо обслужване и ремонт (467 кв. м), друга сграда (51 кв. м), павилион (86 кв. м), санитарен обект (29 кв. м)[1].

## История
Летище Видин е открито като гражданско летище през 1973 г. БГА „Балкан“ оперира от него със самолети „Ан-24“ следните 2 въздушни линии:
- целогодишно, ежедневно: Видин – София (за около 30 минути) и обратно;
- сезонно, ежеседмично: Видин – Варна – Бургас (ок. 1,5 часа) и обратно.

Аерогара Видин обслужва средно по около 40 000 пътници годишно. През 1991 година поради икономическата криза редовните авиолинии стават нерентабилни и са закрити, но летището продължава да обслужва самолети и вертолети.
Закрито е през 1999 година със заповед на министъра на транспорта, като е предоставено за управление на областния управител на Област Видин. Използва се рядко, за услуги извън авиацията – състезания по драг рейсинг и пр. След проявен инвеститорски интерес местни власти (общински и областни) полагат усилия за възраждане на летището чрез неговото концесиониране.